# 키오네 (다이달리온의 딸)
키오네(Chione)는 그리스 신화에 나오는 다이달리온의 딸이다. 아폴론과 헤르메스도 키오네의 미모를 탐내었는데 헤르메스가 먼저 키오네를 잠들게 하여 범하고 사라진 뒤, 밤을 틈타 노파로 변신한 아폴론이 키오네에게 접근하여 정을 통하였다. 키오네는 임신하여 쌍둥이 아들을 낳았다. 한 명은 헤르메스의 아들 아우톨리코스이고 다른 한 명은 아폴론의 아들 필람몬이다. 아우톨리코스는 도둑의 신이기도 한 아버지를 닮아 도둑질과 남을 속이는 데 뛰어났고, 신들의 아필람몬은 아폴론을 닮아 음악에 뛰어났다. 신들의 아들을 낳은 키오네는 자만하여 미모로 보나 자식들로 보나 자신이 여신 아르테미스보다 잘났다고 뻐기고 다녔다. 이에 질투한 아르테미스는 키오네의 입을 겨냥하고 활을 쏘아 화살이 혀를 꿰뚫어 죽게 하였다.

## 같이 보기
- 스카디